# Вейко Беліалс
Вейко Беліалс (ест.: Veiko Belials; нар. 20 липня 1966 року в Тапі) — естонський письменник-фантаст, дитячий письменник, поет, перекладач і фотограф.
Вейко Беліалс закінчив Естонську академію сільського господарства в 1991 році і отримав професію лісника.
З 2000 року працює викладачем у Лууаській школі лісництва.
Вейко Беліалс написав сім науково-фантастичних книг, сім поетичних збірок і дві дитячі книги.
Дитяча книга «Оссум-Опосум, поїдач млинців» (Таллінн: Avita, 2000) була номінована на щорічну премію Естонської літератури в категорії дитячої літератури та була перекладена латиською мовою.
Переклав романи Льва Вершиніна «Повернення короля» (Salasõna, 2002. ISBN 9985-9383-5-6) та «Хроніки дикого завтра» (Fantaasia, серія Бібліотека Орфея, 2019. ISBN 978-9949-661-45-9), а також романи Аркадія та Бориса Стругацьких «Місто, що згасає» (книжкова серія Горизонт подій; Fantaasia, 2012. ISBN 978-9949-504-06-0); «Маленька людина» (Fantaasia, серія Бібліотека Орфея, 2014. ISBN 978-9949-504-49-7) та оповідання «Довга веселка» і «Хлопчик з пекла» (обидва в антології «Полуденні тіні». Fantaasia, 2015, ISBN 978-9949-504-71-8).
Разом із Йоелем Янсом уклав збірку статей «Народження фендому. Статті про наукову фантастику» (Естонське товариство наукової фантастики, 2020. ISBN 978-9916-4-0037-1). Як фотограф природи уклав фотоальбом «У нас є життя посеред лісу». Лууа 2011, ISBN 978-9949-30-029-7.

## Книги

### Поезія
- «і перевертнів, і дурного брата». Luhalind, Тарту 1989
- «Сонливість дощових вечорів». Самвидав, Тарту 1993
- «Я — пінгвін (польоти з кольоровими дзеркалами)». Самвидав, Тарту 1998
- «Жінки, горілка і любовний біль». Bahama Press, 2001
- «Ангельське око». Варрак, Таллінн 2003, ISBN 9985-3-0658-9.
- «Ти, і тиша, і верби». JI, Пярну 2011, ISBN 978-9949-9129-1-9.
- «Асфальтовані люди» JI, Саарде-Пярну 2015, ISBN 978-9949-519-41-5.

### Художня література
- «Хроніки Ашинара». Серія F. Varrak, Таллінн 1997, ISBN 9985-3-0128-5.
- «Екзистенція». Серія F. Varrak, Таллінн 1999, ISBN 9985-3-0244-3.
- «Пісня про яскраво-сині піски». Серія найкращих творів світової літератури фентезі. Fantaasia 2002, ISBN 9985-9423-2-9.
- «Що іскриться в твоїй крові». Salasõna 2005, ISBN 9985-9575-2-0
- «Змова богів». Серія F. Varrak, Таллінн 2006, ISBN 978-9985-3-1315-2.
- «Все світло в світі». Горизонт подій (книжкова серія). Fantaasia 2013, ISBN 978-9949-504-27-5.
- «Рука мерця». Lummur 2021, ISBN 978-9949-7474-8-1.

### Для дітей
- «Оссум-Опосум, поїдач млинців». Avita, Таллінн 2000, ISBN 9985-2-0287-2.
- «Історія про трьох зайців». Dolce Press 2008, ISBN 978-9985-9871-1-7.

### Упорядкував і перекладав антології
- «Тіні полудня». Горизонт подій (книжкова серія). фентезі 2015, ISBN 978-9949-504-71-8.
- «Ми любимо Землю». Fantaasia 2016, ISBN 978-9949-578-21-4.
- «Ми любимо Землю 2: Останній корабель». Fantaasia 2017, ISBN 978-9949-578-58-0 «Остання Земля», ISBN 978-9949-578-58-0.
- «Дні люті». Fantaasia 2019, ISBN 978-9949-661-39-8.
- «Дні люті 2: Вторгнення з темряви». Горизонт подій (книжкова серія) Fantaasia 2020, ISBN 978-9949-661-77-0.
- «Останній солдат останньої війни». Горизонт подій (серія книг) Fantaasia 2021, ISBN 978-9916-648-25-4.

## Членство
- Член Спілки письменників Естонії

- 2015 р. Президент Естонської наукової асоціації

## Нагороди
- 2000 Номінант щорічної дитячої літературної премії Культурного капіталу Естонії
- 2004 Stalker (роман «Пісня світло-блакитних пісків»)
- 2005 Родзинка року (збірка «Ruttu tuttu! Історії естонських батьків перед сном», автори Карл Мартін Сініярв, Вейко Беліалс, Андрус Ківіряхк, Юхані Пюттсепп, Контра, Юрген Русте, Яанус Вайксоо, Ківісільднік, Петер Саутер, Яан Тетте та Піп Педмансон; малюнки: Юрі Мілдеберг)
- 2006 Stalker (оповідання «Де світло тече…»)
- 2013 Stalker (повість «Там, де тече світло»)
- Головний приз Естонського фотоконкурсу природи 2014 за фотографії рослин
- 2014 Stalker (збірка «Світло всього світу»)
- 2014 Stalker (роман «Ми живемо під золотим сонцем…», з Й. Й. Метсаваною)
- 2014 Stalker (оповідання «Далеко від космодромів і ще більш самотньо», з Й. Й. Метсаваною)
- 2016 Stalker (компіляція «Полуденні тіні», компілятор)
- 2017 Stalker (повість «Чотири крапки після коми», разом з Й. Й. Метсаваною)
- 2018 Номінант щорічної премії Естонського культурного капіталу з перекладної літератури